# Fruva
Fruva từng là một chi bướm đêm thuộc họ Noctuidae, hiện tại được coi là đồng nghĩa của Ponometia.

## Former species
- Fruva fasciatella Grote, 1875
- Fruva hutsoni Smith, 1906
- Fruva pulchra Barnes & McDunnough, 1910
- Fruva vinculis Dyar, 1914